# Lysibia polita
Lysibia polita är en stekelart som beskrevs av Henry Keith Townes, Jr. 1983. Lysibia polita ingår i släktet Lysibia och familjen brokparasitsteklar. Inga underarter finns listade i Catalogue of Life.